# Dorperheide (Pelt)
De Dorperheide is een heidegebied in de gemeente Pelt dat gelegen in het westelijk deel van de gemeente.
In het noordwesten noemt het heidegebied 'de Dorperheide', genoemd naar de ligging achter het dorp op de grens met Lommel. Bij Overpelt-Fabriek ligt de 'Houtmolense heide'. In het zuidwesten de ligt de 'Heide achter de Steenweg', gelegen achter de Napoleonsweg op de grens met Lommel. Deze 'Heide achter de Steenweg' is nu grotendeels ontgonnen gebied.